# Yeoford (stacja kolejowa)
Yeoford – stacja kolejowa we wsi Yeoford, w hrabstwie Devon na linii kolejowej Tarka Line. Stacja bez sieci trakcyjnej. Jest stacją węzłową; odchodzi stąd dwudziestopięciokilometrowa trasa Dartmoor Line.

## Ruch pasażerski
Stacja w Yeoford obsługuje ok. 16 442 pasażerów rocznie (dane za rok 2021/2022). Posiada bezpośrednie połączenia z Exeterem i Barnstaple. Pociągi odjeżdżają ze stacji co godzinę.